# William E. Dodge

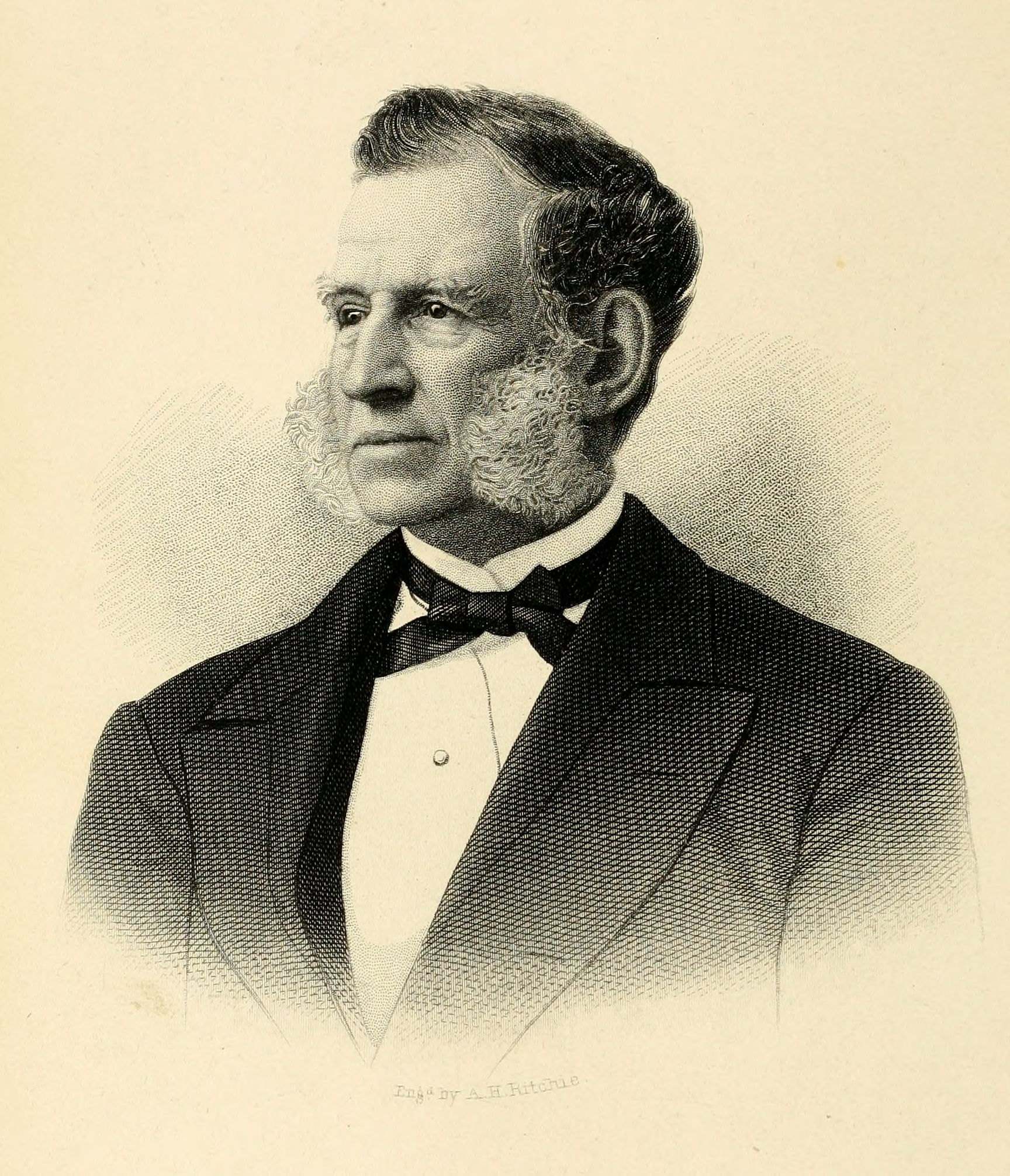
William E. Dodge

William Earl Dodge (* 4. September 1805 in Hartford, Connecticut; † 9. Februar 1883 in New York City) war ein US-amerikanischer Geschäftsmann und Politiker.
Dodge wurde in Hartford geboren, als zweiter Sohn von David Low Dodge, Gründer der New York Peace Society. Seine Frau war Melissa Phelps (1809–1903), Tochter von Anson Green Phelps und Olivia Egleston. Wegen seines geschäftlichen Erfolgs wurde Dodge auch als einer der „Merchant Princes“ der Wall Street bekannt, die in den Jahren vor dem Bürgerkrieg die Wirtschaft dominierten. Dodge setzte sich ebenfalls für die Rechte der Sklaven und Indianer Nordamerikas ein. Von April 1866 bis März 1867 vertrat er den Bundesstaat New York als Republikaner im US-Repräsentantenhaus. Er war auch ein Gründungsmitglied der YMCA.

## Geschäftlicher Erfolg
1834 gründeten Dodge und sein Schwiegervater Anson Green Phelps die Bergbaugesellschaft Phelps, Dodge and Company. Anfangs handelten sie mit amerikanischen Produkten um im Austausch Kupfer, Eisen, Zinn und andere Metalle von England nach Amerika einzuführen. 1881 stiegen sie jedoch selbst ins Bergbaugeschäft ein und kauften Minen in Arizona. Heutzutage zählt die Dodge Phelps Corporation zu den größten Bergbaugesellschaften der Welt.
Ein Konsortium von Geschäftsmännern, angeführt von Dodge, kaufte große Waldgebiete in Georgia während des Bürgerkrieges. Sie bauten die Macon and Brunswick Railroad, um die Stadt Macon mit dem Hinterland zu verbinden. 1870 wurde Dodge County gegründet und der Grundstein für die Stadt Eastman wurde an der Eisenbahnstation 13 gelegt. Dodge, als Namensgeber des Countys besuchte die Gegend nur einmal, als er ein zweistöckiges Gerichtsgebäude einweihte.
Eine Statue von William E. Dodge befindet sich an der Nordseite des Bryant Park in New York City.

## Einsatz für die Indianer
Dodge engagierte sich stark in der Reformbewegung für eine bessere Behandlung der Indianer. Er unterstützte Projekte von Peter Cooper und Ulysses S. Grant, um Frieden mit den Indianern zu schließen. 1869 bereiste Dodge das Indianer-Territorium (heute Oklahoma) und Kansas als Mitglied der Indianer-Kommission der Regierung, um mit Repräsentanten der Cheyenne, Arapaho und Kiowa die US-Politik bezüglich der Indianer zu diskutieren. Auch förderte er die strafrechtliche Verfolgung des Befehlshabers der Kavallerie, welcher 1870 für das Massaker in Montana verantwortlich war, bei dem 173 Blackfoot-Indianer ihr Leben verloren. Dodge verwendete auch seinen Einfluss in Washington, um den Indianern eine Schulbildung zu ermöglichen.